# Галат (мифология)
Галат (др.-греч. Γάλας) — в древнегреческой мифологии эпоним галатов и/или Галлии. Согласно Тимею, Галат — сын Киклопа и Галатеи, эпоним Галатии; тот же вариант приводит Аппиан, называя Галата сыном Полифема и Галатеи, братом Кельта и Иллирия, выходцем из Сицилии и эпонимом галатов. Евстафий называет Галата сыном Аполлона.
По изложению Диодора, некогда дочь царя Кельтики, отличавшаяся огромным ростом, силой и необычайной красотой, отказывала всем женихам. Однако, когда во время похода за коровами Гериона Геракл прибыл в Кельтику и основал город Алезию, царевна была восхищена силой и доблестью Геракла, сочеталась с ним и родила сына Галата. Когда Галат вырос и унаследовал царскую власть, он овладел многими землями и совершил подвиги, и по имени Галата страна стала называться Галлией.
По Тимагену, на которого ссылается Аммиан Марцеллин, тиран Тавриск терзал Галлию, а Геракл победил его, сошелся с благородной женщиной, и их сын назвал своим именем страну, где повелевал.